# Sexred z Esseksu
Sexred z Esseksu (data urodzenia nieznana; zm. 617) - władca anglosaskiego Królestwa Essex w latach 616-617.
Sexred był synem pierwszego chrześcijańskiego króla Esseksu - Saeberta i Ethegoldy. Po śmierci ojca w 616, zajął jego miejsce na tronie, dzieląc władzę z bratem Saewardem. 
Obaj bracia nie zdecydowali się iść w ślady ojca, który w 604 przyjął chrzest z rąk biskupa Mellita. Woleli pozostać przy dawnych wierzeniach swego ludu, których podstawą była mitologia germańska (ojczyzną plemion anglosaskich była Saksonia).
W 616 bracia zażądali od Mellita, by dał im skosztować sakramentalnego chleba. Biskup odmówił jawnego świętokradztwa, za co bracia wypędzili go z Londynu. Królestwo Essex powróciło do kultów pogańskich.
Seaxred wraz z bratem zginął w 617 roku bitwie z siłami Wesseksu. Ich następcą został syn Saewarda - Sigeberht I Mały.